# Ореовец (Прилеп)
Ореовец (мкд. Ореовец) је насеље у Северној Македонији, у јужном делу државе. Ореовец припада општини Прилеп.

## Географија
Насеље Ореовец је смештено у јужном делу Северне Македоније. Од најближег већег града, Прилепа, насеље је удаљено 10 km источно.
Ореовец се налази на источном ободу Пелагоније, највеће висоравни Северне Македоније. Насељски атар је малим делом равничарски, без већих водотока, док се источно од насеља издиже планина Бабуна. Надморска висина насеља је приближно 870 метара.
Клима у насељу је планинска због знатне надморске висине.

## Становништво
По попису становништва из 2002. године, Ореовец је имао 17 становника.
Претежно становништво у насељу су етнички Македонци (95%).
Већинска вероисповест у насељу је православље.